# Мужчиль Віктор Степанович

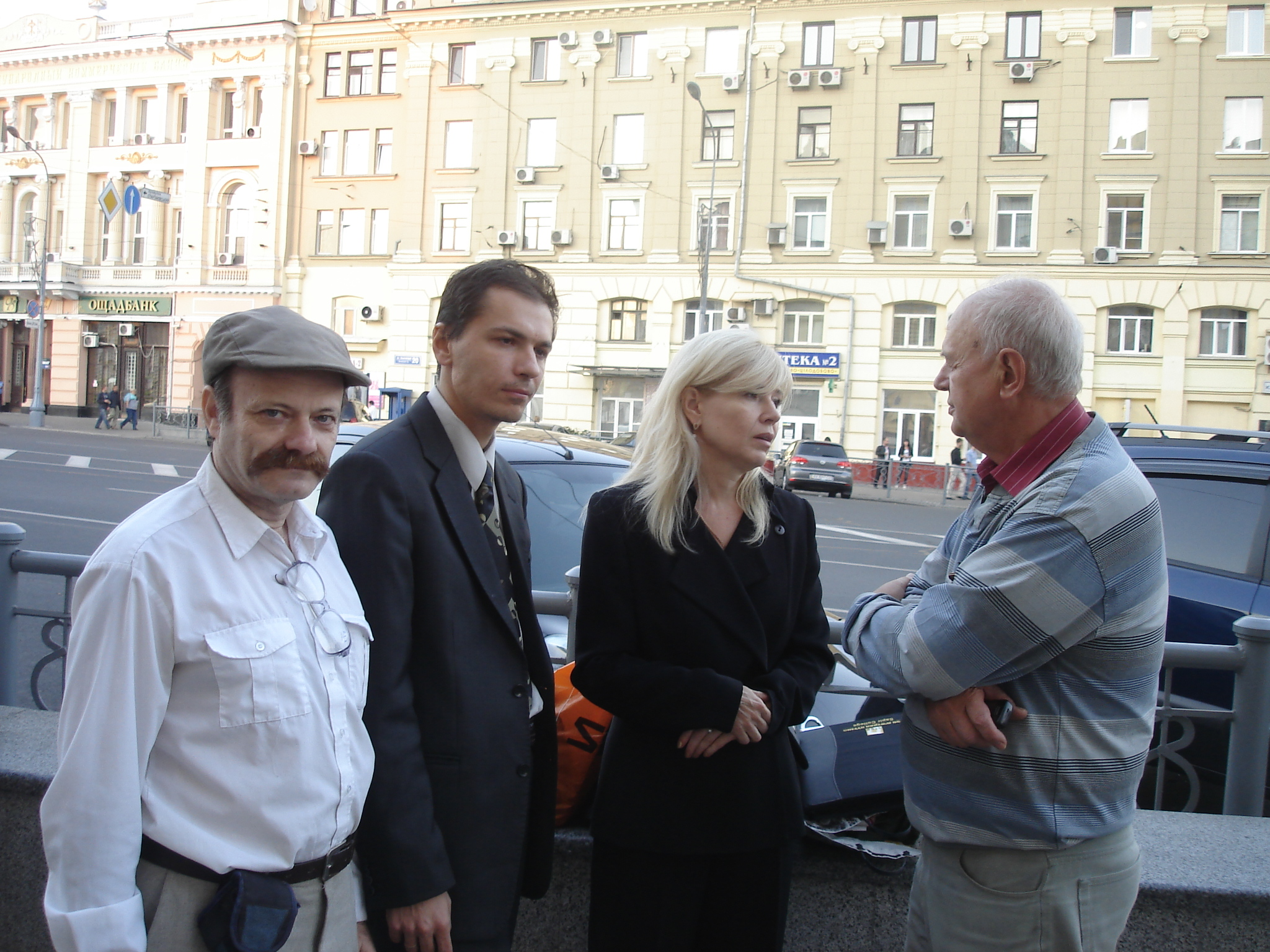
Зліва направо: Григорій Ганзбург, Андрій Бондаренко, О. Майба, Віктор Мужчиль. Харків, 2012 р.

Мужчиль Віктор Степанович (*8 грудня 1947, Коркіно, Челябінської області, Росія) — український композитор, педагог. Заслужений діяч мистецтв України. Професор.

## Біографія
Народився в сім'ї художника та віолончелістки.
У 1966 – закінчив Білгородське музичне училище по класу Я. І. Авербуха.
У 1966-1967 – викладач ДМШ с. Вейделівка Білгородської області.
У 1969-1974 – викладач Білгородського музичного училища ім. С. Дегтярьова.
Закінчив Харківський інститут мистецтв за класом композиції В. Бібіка (1979).
У 1979-1982 – відповідальний секретар, у 2001-2002 – голова Дніпропетровської обласної організації Спілки композиторів України.
1982—1985 — диригент Дніпропетровської обласної Спілки музичних ансамблів та дискотек.
з 1985 — педагог музичної школи у м. Павлоград Дніпропетровської області.
З 2002 — викладач Харківського інституту мистецтв ім. І. П. Котляревського по кафедрі композиції та інструментування. (З 2007 — доцент, з 2010 — професор).
Член Правління Національної спілки композиторів України.

## Звання, нагороди
- Лауреат Всесоюзного конкурсу молодих композиторів (1978).
- Лауреат обл. премії ім. Д. Яворницького (1994).
- Лауреат премії ім. М. Лисенка (1992).
- Заслужений діяч мистецтв  України (1999).

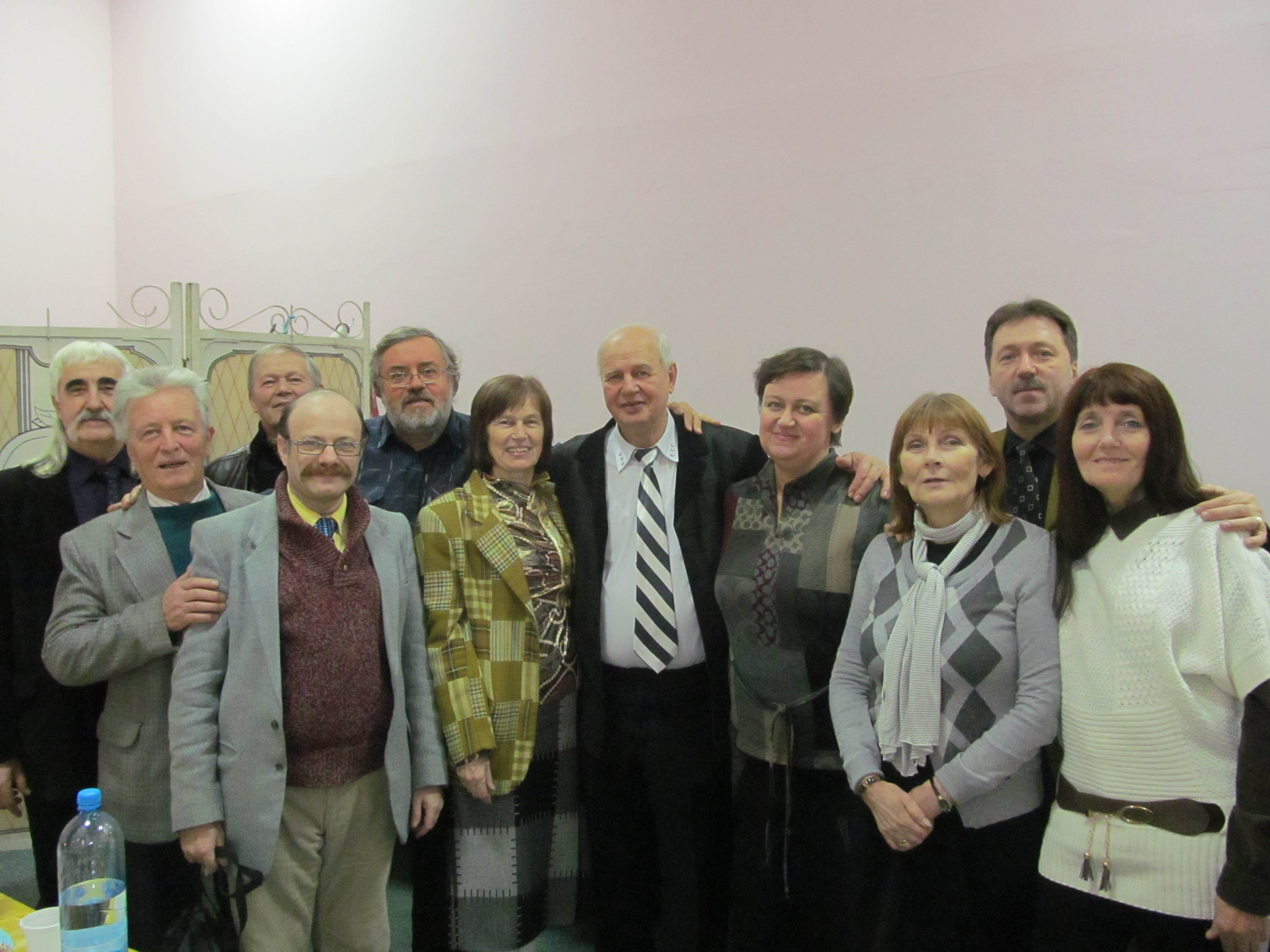
Ювілей В. Мужчиля в Харківській филармонії

- Почесна грамота Національної спілки композиторів України (2002, 2007).
- Лауреат муніципальної премії ім. С. С. Богатирьова (2006).
- Почесна грамота Харківської обласної державної адміністрації (2007).

### Призи
- «Найкращий художній фільм 2000 року». "Золота Афродіта" на 1 міжнародному кінофорумі "Ялта-2000".
- «Найкращий фільм року». "Золота Німфа". Прес-асамблея Спілки журналістів, 2000 р.
- «За найкращий українсько-російський фільм». «Біла човен». Спілка журналістів Росії.

## Творчість
вокально-симфонічні -
- ораторія «Не будьмо байдужими» (сл. О. Завгороднього, 1983, 2-а рсд. 1985),
- дума «Косив батько жито» (слова А. Кравченка-Русіва, 1985),
- кантата «Пісні кохання» (слова Ю. Саакяна, 1988),
- музична проповідь «Голос волаючого в пустелі» (тексти канонічної Біблії І речення святих отців церкви, 1993),
- «Поклоніння Святій Марії» (1998), музичний фейлетон «Сімейна ідилія» (слова Г. Аркадьєва, 1994);

для симфонічного оркестру -
- Симфонія (1979),
- симфонічна картина «Барви осені» (1980);

для хору і духового оркестру -
- «Гімн рідного міста»;

для хору без супроводження -

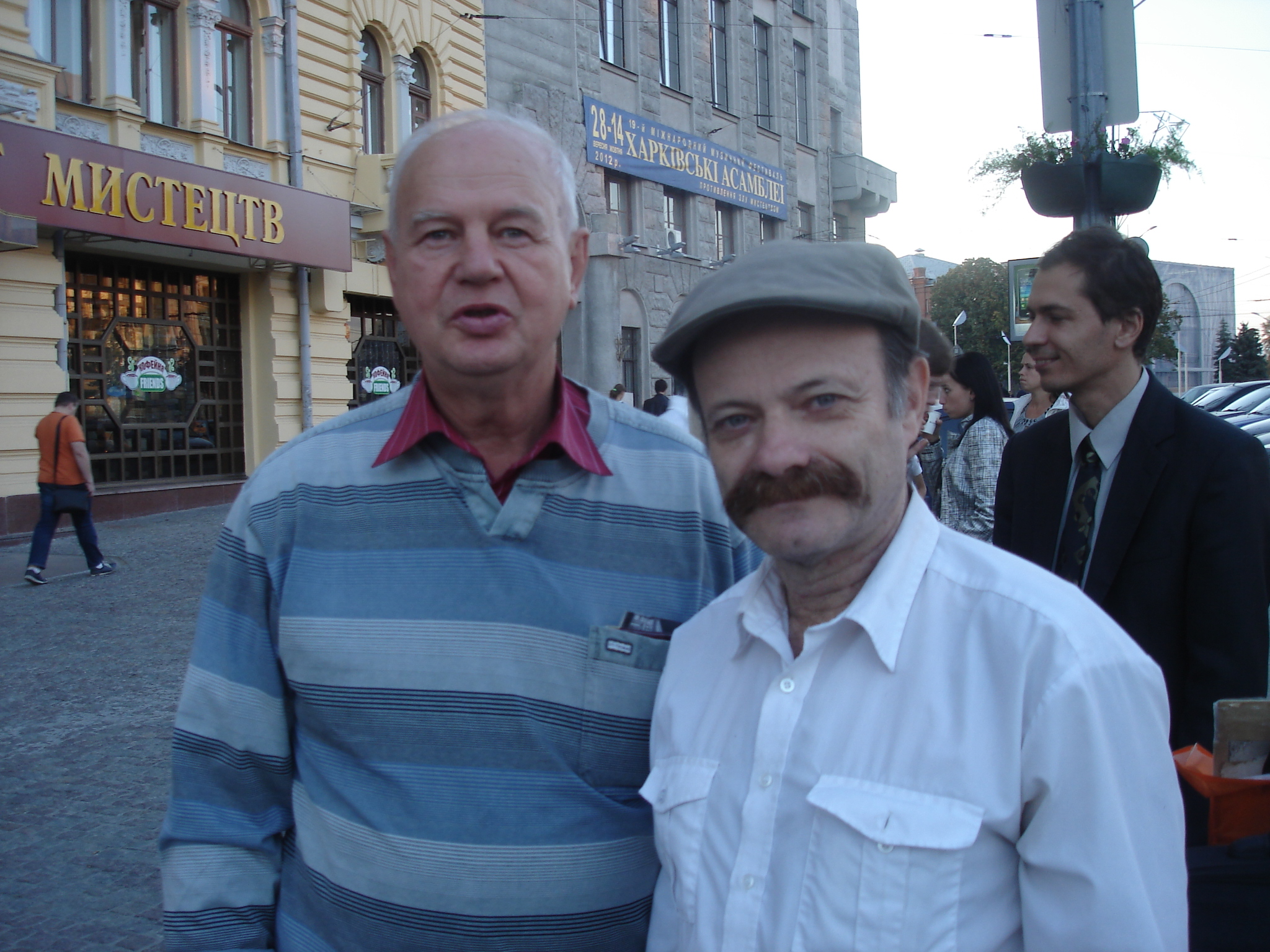
В.Мужчиль, Г.Ганзбург, А.Бондаренко (Харків, 2012)

- концерт «Хай святиться ім'я Твоє» (слова українських поетів),
- «Возлюби ближнього свого» (1993)"
- Кантата (1977),
- дума «Вмирала річка» (1993), та інше

Камерна музика
- Струнний квартет;

для фортепіано — сюїти та ін.;
- драм. поема «Блискавиці прозріння» пам'яті В.Стуса (слова А.Кравченка-Русіва, 1996),
- Музика до театру, вистав та інше.

## Нотні публікації
- «Жанровые эскизы» - сюита для фортепиано. «Твори молодих композиторів України» для фортепіано. Випуск №6. - Київ. «Музична Україна». 1980. с. 37-47.
- «Adaratio Sanctae Mariae».  Хоровий клас: теорія, методика, практика: навч.-метод. посібник для студентів вищих навчальних закладів / уклад. Казачинська-Савчук Г. М. – Київ: Вид-во НПУ імені М. П. Драгоманова, 2012. – С. 37–47.
- «Lacrimosa» для смешанного хора  a cappella. - Харьков: Print House, 2015. – 8 с.
- Perpetuum mobile для смешанного хора a cappella. Харьков: Print House, 2015. – 20 с.
- Ave Maria для сопрано, скрипки, фортепиано та трикутника. - Харків: Print House, 2015. – 14 с.
- Пятое измерение (три звуковых эссе для смешанного хора, ч.1). - Харьков: Print House, 2015. – 28 с.
- «Щедрик. Хорова притча» для мішаного хору. - Харків: Print House, 2015. – 24 с.

## Наукові публікації

### Книга
- Нетрадиційні прийоми гри в акустичній структурі інструментального звукодобування  (струнно-смичкова група) Навчальний посібник для вищих навчальних закладів культури і мистецтв III-IV рівнів акредитації  спеціальності 6.02.02.04 «Музичне мистецтво» / Харк. нац. ун-т мистецтв імені І. П. Котляревського ; автор-укладач В. С. Мужчиль. – Харків: Print House, 2015. – 140 с.

### Статті
- Мужчиль В. Особливості виконання сучасної фортепіанної музики і її графічні символи // Науковий вісник. Національна музична академія України імені П.І.Чайковського, 2003. – № 29. – С. 218 – 243.
- Мужчиль В. Анатомія звуку: проблеми сучасної нотної графіки // Матеріали до українського мистецтвознавства. – Київ: НАН України, 2003. – № 3. – С. 65 – 72.
- Мужчиль В. Звукові (виконавські) і нотографічні особливості сучасної фортепіанної музики // Традиції та новації у вищій архітектурно-художній освіті. – Харків: Харківська Держ. Академія дизайну й мистецтв, 2003. – № 1-2. – С. 17 – 20.
- Мужчиль В. Розширення «географічного» простору фортепіано ХХ століття // Мистецтвознавчі записки. – Київ: Міністерство культури і мистецтв України, Державна академія керівних кадрів культури и мистецтв, 2003. – № 3. – С. 17 – 24.
- Мужчиль В. Модифікація параметрів звукоутворення в музиці ХХ ст. // Проблеми взаємодії мистецтва, педагогіки та теорії и практики освіти – Харківський національний університет мистецтв ім. І.П.Котляревського, 2012. – № 34.  – С. 202–211.
- Мужчиль В. Мобильность трехкомпонентной структуры инструментального источника звука в музыке XX века // Формування творчої особистості в інформаційному просторі сучасної культури : Матеріали IV Всеукр. наук.-практ. конф., 18-19 березня 2011 р. / ХССМШ-і; [відп. ред. Г.Б. Полтавцева]. – Харків, 2011. – С. 248-251.
- Мужчиль В. Акустическая структура звукообразования в инструментоведении и инструментовке // Традиції та новації у вищій архітектурно-художній освіті. – Харківська державна академія дизайну і мистецтв, 2015. – №4. – С. 74-79.
- Мужчиль В. С. Трансгрессия приемов игры на струнно-смычковых инструментах в музыке XX века // Вісник Харківської державної академії дизайну і мистецтв: зб.наук.праць / за ред. Даниленка В. Я. – Харків: ХДАДМ, 2015. – № 6. — С. 139-145.
- Мужчиль В. С. Феномен инструментального звукообразования в трудах по музыкальной акустике // Проблеми сучасності: мистецтво, культура, педагогіка: зб. наук. праць / Луган. держ. ін.-т культури і мистецтв / за заг. ред. В. Л. Філіппова. — Луганськ, 2014. — № 30. — С. 86-98.